# Établissement public pour l'aménagement de la région de la Défense
« EPAD » redirige ici. Pour l’article homophone, voir EHPAD.
L'Établissement public pour l'aménagement de la région de la Défense (EPAD) était un établissement public à caractère industriel et commercial créé le 9 septembre 1958 avec pour mission d'aménager le site de la Défense pour le compte de l'État et des collectivités locales concernées. Le territoire couvert par l'EPAD était une opération d'intérêt national couvrant une partie du territoire des communes de Puteaux, Courbevoie et Nanterre, à l'ouest de Paris, dans le département des Hauts-de-Seine. Situé dans le prolongement de l'axe historique, ce quartier de 160 ha est au début du XXIe siècle un centre économique d'envergure internationale.
À la création de l'EPASA en décembre 1999, le périmètre d'action de l'EPAD a été amputé de la partie nanterrienne au profit du nouvel établissement créé.
Un décret du 2 juillet 2010 fusionne l’EPAD avec l'Établissement public d'aménagement Seine-Arche (EPASA), dont les compétences concernent le territoire situé à l'ouest de la Défense, pour créer un Établissement public d'aménagement de la Défense Seine Arche (EPADESA), reconstituant ainsi un périmètre voisin du périmètre initial. Le périmètre a en effet été étendu à un quartier limitrophe de La Garenne Colombes et réduit de la ZAC B1 dont l'aménagement est achevé et peut être remis à la ville de Nanterre.

## Missions
L'EPAD effectuait les études préliminaires d'urbanisme et les études de faisabilités techniques des différentes opérations. Il réalisait au fur et à mesure de l'évolution du site les travaux d'infrastructure indispensables au développement du quartier d'affaires.
Grâce à la vente des droits à construire, l'EPAD investissait dans les infrastructures du quartier, comme les accès routiers (requalification du Boulevard circulaire de la Défense), les transports ou l'aménagement des espaces publics, notamment autour des nouvelles opérations immobilières.
En janvier 2009, la création de l'Établissement public de gestion de la Défense (EPGD), devenu  Defacto en janvier 2010, a soulagé l'EPAD de sa mission d'exploitation des espaces publics, dont il s'acquittait par défaut jusqu'alors. Les activités de l'EPAD ont ainsi été scindées. Les activités relatives à l'exploitation, l'animation et la communication ont été transférées à Defacto, tandis que celles de l'EPAD se sont concentrées sur son rôle d'aménageur. Defacto est propriétaire des espaces publics du quartier de la Défense. Afin que l'EPAD puisse réaliser des travaux d'aménagement, Defacto transfère provisoirement la propriété de certains périmètres à l'EPAD, au fur et à mesure des opérations. Defacto retrouve ensuite la propriété des espaces nouvellement aménagés afin d'en assurer l'exploitation.

## Histoire

Ancien logo de l'EPAD : créé à la fin des années 1980, il représente le CNIT, la Grande Arche et deux tours, aux couleurs du drapeau français

L'EPAD a été créé par un décret du 9 septembre 1958 pour une durée initiale de trente ans. Son mandat a été reconduit une première fois jusqu'en 1992 afin de poursuivre l'aménagement du quartier au-delà de l'Arche de la Défense. Par la suite l'EPAD a vu son existence prolongée successivement jusqu'en 2007, jusqu'en 2010, et enfin jusqu'en 2015,
Après une grave crise financière dans les années 1990, l'EPAD est parvenu à lancer de nouveaux projets depuis les années 2000. Ses comptes font l'objet en 2007 d'un rapport particulier et d'un référé de la Cour des comptes, suivis d'un rapport d'information de la commission des Finances du Sénat, puis de deux autres en 2008,. Le rapport public annuel de la Cour des comptes de 2008 évoque également sa situation.
Le 25 juillet 2005, Bernard Bled (directeur général de l'EPAD de l'époque), Nicolas Sarkozy (alors ministre de l'Intérieur) et Dominique Perben (alors ministre de l'Équipement, des Transports, du Tourisme et de la Mer) ont annoncé le plan de renouveau de la Défense, qui prévoit des projets urbains et architecturaux jusqu'à l'horizon 2015.
En juin 2008, un rapport de Pascal Lelarge (alors directeur régional de l'Équipement de l'Île-de-France) souligne les difficultés de l'EPAD, salue la gouvernance et la qualité environnementale du travail mené par l'EPASA et préconise le rapprochement des deux établissements, afin de réaliser un projet cohérent sur ce territoire majeur du Grand Paris. Le décret de fusion des établissements, créant l’Établissement public d'aménagement de la Défense Seine Arche (EPADESA), est signé le 2 juillet 2010.

## Organisation

### Conseil d'administration
L'EPAD était dirigé par un conseil d'administration, qui comprenait neuf représentants de l'État (nommés par les ministères de tutelle) et neuf représentants des collectivités locales. Étaient, au moment de la disparition de l'établissement :
- administrateurs d'État :
  - Ministère de la Culture et de la Communication : Bruno Chauffert-Yvart ;
  - Ministère de l'Économie, de l'Industrie et de l'Emploi : Noël de Saint-Pulgent, au titre de l'industrie ;
  - Ministère du Budget, des Comptes publics, de la Fonction publique et de la Réforme de l'État : Laurent Machureau, au titre du budget ;
  - Ministère de l'Économie, des Finances et de l'Industrie : Jean-Louis Rouquette, au titre de l'économie et du trésor ;
  - Ministère de l'Écologie, de l'Énergie, du Développement durable et de la Mer : Eliane Dutarte, au titre de l'aménagement du territoire ;
  - Ministère de l'Écologie, de l'Énergie, du Développement durable et de la Mer : Jean-Paul Ourliac, au titre du transport ;
  - Ministère de l'Écologie, de l'Énergie, du Développement durable et de la Mer : Jean-Claude Ruysschaert, au titre du logement ;
  - Ministère de l'Écologie, de l'Énergie, du Développement durable et de la Mer : Jean-Marc Michel, au titre de l'urbanisme (1er vice-président du conseil d'administration);
  - Ministère de l’Intérieur, de l’Outre-Mer et des Collectivités territoriales : Stanislas Bourron ;
- administrateurs des collectivités locales :
  - Chambre de commerce et d'industrie de Paris : Claude Leroi ;
  - Conseil général des Hauts-de-Seine : Patrick Devedjian ;
  - Conseil général des Hauts-de-Seine : Jean Sarkozy ;
  - Conseil régional d'Île-de-France : vacant ;
  - Syndicat des transports d'Île-de-France : Serge Méry ;
  - Ville de Courbevoie : Jacques Kossowski (2e vice-président du conseil d'administration) ;
  - Ville de Nanterre : Patrick Jarry (3e vice-président du conseil d'administration) ;
  - Ville de Puteaux : Joëlle Ceccaldi-Raynaud (présidente du conseil d'administration) ;
  - Ville de Paris : Pierre Mansat.

Les présidents de ce conseil d'administration ont été successivement :
- 1959 : Pierre Josse[arrêté 1]
- 1959 : Georges Hutin[arrêté 2]
- 1962 : Georges Hutin[arrêté 3]
- 1969 : Jean Millier[arrêté 4]
- 1972 : Jean Millier[arrêté 5]
- 1975 : Jean Millier[arrêté 6]
- 1978 : Pierre Consigny[arrêté 7]
- 1982 : Joseph Belmont[arrêté 8]
- 1988 : Charles Ceccaldi-Raynaud[arrêté 9]
- 1989 : Charles Ceccaldi-Raynaud[arrêté 10]
- 1989 : Pierre Mayet[arrêté 11]
- 1991 : Pierre Mayet[arrêté 12]
- 1993 : Charles Ceccaldi-Raynaud[arrêté 13]
- 1996 : Charles Ceccaldi-Raynaud[arrêté 14]
- 1998 : André Barilari[arrêté 15]
- 2000 : André Barilari[arrêté 16]
- 2003 : André Barilari[arrêté 17]
- 2005 : Nicolas Sarkozy[arrêté 18] (élu par le CA le 1er avril)
- 2006 : Jacques Gautier (élu par le CA le 21 décembre)
- 2007 : Patrick Devedjian (élu par le CA le 27 septembre)
- 2009 : Jean-Marc Michel (vice-président, chargé de l'intérim)[4]
- 4 décembre 2009-2010 : Joëlle Ceccaldi-Raynaud[5]

### Directeur général
Les directeurs de l'EPAD ont été successivement :
- 1959 : André Prothin[arrêté 1],[arrêté 19]
- 1969 : Jean Millier[arrêté 20]
- 1977 : Pierre-Louis Filippi[arrêté 21]
- 1979 : Jean-Paul Lacaze[arrêté 22]
- 1984 : Jacques Deschamps[arrêté 23]
- 1987 : Gérard de Senneville[arrêté 24]
- 1990 : Alain Maugard[arrêté 25]
- 1993 : Christian Bouvier[arrêté 26]
- 2004 : Michel Gerin (par intérim)[arrêté 27]
- 2004 : Bernard Bled[arrêté 28]
- 2008 : Philippe Chaix[arrêté 29] (commun à l'EPASA)

### Locaux
Autrefois situé au 36e étage de la Tour Areva, puis aux 12e et 13e étages de la Tour Opus 12, l'EPAD partageait ses locaux avec l'EPASA depuis février 2009. Les équipes des deux établissements étaient réparties dans la Tour Opus 12 et un immeuble de la rue des Trois Fontanots à Nanterre, où était installé l'EPASA. Le siège du nouvel établissement est situé à Nanterre Place Nelson Mandela depuis mai 2012.

## Polémiques

### Candidature de Jean Sarkozy à la présidence du conseil d'administration de l'EPAD
En octobre 2009, les médias annoncent que Jean Sarkozy, président du groupe UMP au conseil général des Hauts-de-Seine et fils du président de la République Nicolas Sarkozy, allait être candidat à la présidence non exécutive du conseil d'administration de l'EPAD, succédant ainsi à Patrick Devedjian (UMP), atteint par la limite d'âge fixée à 65 ans pour tous les établissements publics. Selon Le Canard enchaîné, Devedjian aurait tenté en vain de faire changer la loi ; ce dernier a cependant démenti l'information.
Cette candidature déclenche alors une importante polémique. Une partie de la presse française et internationale (The Guardian, The Times, Corriere della Sera, New York Post, The Australian, La Tribune de Genève, The Independent, Die Welt, Il Giornale, El País, etc.) et même la télévision centrale chinoise CCTV-1 critiquent cette possible nomination, certains allant même jusqu'à stigmatiser le « népotisme » français.
Les journalistes relaient également une pétition lancée par Christophe Grébert, conseiller municipal MoDem de Puteaux.
Patrick Jarry, maire de Nanterre et conseiller général des Hauts-de-Seine, est alors candidat à son tour pour assurer la présidence par un élu local directement concerné par le site.
Une partie de la majorité, et l'opposition expriment leur crainte sur le peu de compétence (absence de diplôme post-baccalauréat et faible expérience) du candidat, et soupçonnent une intervention du président de la République.
Le 22 octobre 2009, Jean Sarkozy renonce à sa candidature à la présidence de l'EPAD, qui a suscité de nombreuses controverses, mais maintient néanmoins sa candidature au conseil d'administration de l'établissement. Le 23 octobre 2009, Jean Sarkozy est élu administrateur de l'EPAD par la majorité du Conseil général des Hauts de Seine. Le 4 décembre 2009, Joëlle Ceccaldi-Raynaud, maire de Puteaux, est élue à la présidence de l'EPAD par le conseil d'administration.

### Des finances suspectées d'opacité
En 2007, devant la commission des Finances au Sénat, Christian Descheemaeker, le président de la 7e chambre de la Cour des comptes affirmait à propos de l'EPAD : « Les comptes ne sont pas sincères et fidèles ». Le sénateur Jean Arthuis (MoDem) annonçait alors être « face à des comptes en infraction ».
Devenu président de la commission des finances au Sénat, Jean Arthuis, après une visite de l'EPAD le 22 septembre 2009 a dénoncé l'« inertie qui prévalait avant 2007 », et la « culture de l'opacité », tout en saluant le bilan du dernier président : « Depuis deux ans, Patrick Devedjian a fait preuve de volonté et de clarification des comptes ».
Selon Jacques Kossowski, député-maire de Courbevoie, interrogé en octobre 2009, l'EPAD présenterait encore de « sérieuses difficultés financières », mises en évidence dans son plan financier par un solde fonctionnel déficitaire de 164,2 millions d'euros à l'horizon 2017.
Des élus locaux, en particulier les maires de Neuilly-sur-Seine (Jean-Christophe Fromantin), de Nanterre (Patrick Jarry), et de Courbevoie (Jacques Kossowski) s'interrogent publiquement sur les conséquences financières d'une candidature de Jean Sarkozy à la présidence du conseil d'administration de l'EPAD, tandis que des journaux français disent suspecter une possible volonté de mettre fin aux efforts de transparence constatés depuis 2007,.
En 2011, Patrick Devedjian, retiré de la présidence de l'organisme depuis 2009, affirme même voir 
dans l'EPADESA "Une bombe à retardement" et un "risque de faillite".
Cette position rejoint celle de Jean-André Lasserre, conseil général et responsable des questions liées au quartier de la Défense pour le parti socialiste, qui dénonce la situation financière de l'organisme et au-delà même l'ensemble du modèle économique  de l'EPADESA  jugé non viable et qui demande un moratoire sur les projets en cours : Tour Phare, Hermitage Plaza.